# Psammotettix transcaucasicus
Psammotettix transcaucasicus är en insektsart som beskrevs av Dlabola 1961. Psammotettix transcaucasicus ingår i släktet Psammotettix och familjen dvärgstritar. Inga underarter finns listade i Catalogue of Life.